# Saint-Domingue
Saint-Domingue fou una colònia francesa de 1665 a 1804 i actualment és l'estat independent d'Haití.
Saint-Domingue és el nom francès del terme espanyol Santo Domingo. Espanya temps enrere controlava tota l'illa de la Hispaniola, que també es coneixia amb el nom de Santo Domingo. Però en el Tractat de Rijswijk del 1697, Espanya reconeixia que França havia establert el control del terç occidental de l'illa.
En vigílies de la Revolució Francesa, la colònia de Saint-Domingue tenia una prosperitat i riquesa sense igual a les Antilles, i en 1789 era el principal productor mundial de sucre i cafè; la colònia, de fet, representava la meitat del subministrament mundial de cafè. El seu comerç exterior representava més d'un terç del de la França continental i un de cada vuit francesos en vivia directament o indirecta. Els francesos s'enfronten a un conflicte amb els esclaus negres durant la revolució haitiana, que va començar a l'agost de 1791 liderats per François Dominique Toussaint-Louverture. La revolta es va transformar en una guerra d'alliberament, en aliança amb els espanyols de Santo Domingo en la guerra contra la nova República Francesa. Molts blancs, realistes, van fer costat als britànics i els espanyols. Els comissionats de la Convenció, guiats per tant els seus ideals i la necessitat de trobar aliats, va proclamar la llibertat dels esclaus en 1793. L'expedició de Saint-Domingue de Charles Victoire Emmanuel Leclerc, que morí de malaltia no aconseguí dominar una revolta i les tropes franceses es rendiren a la flota anglesa que els bloquejava el 30 de novembre de 1803 des de l'esclat de la guerra de la Tercera Coalició. i finalment Saint-Domingue s'independitzà transformant-se en Haití el 1804. El topònim aplicat a aquesta colònia pot portar a confusió amb l'excolònia espanyola que és avui dia la República Dominicana i amb la seva capital, Santo Domingo.